# Formação Santo Anastácio
A Formação Santo Anastácio é uma unidade litoestratigráfica que faz parte do Grupo Bauru, situado na Bacia de Bauru, no centro-sul do Brasil, abrangendo os estados de São Paulo, Minas Gerais, Paraná e Mato Grosso do Sul. Ela foi formada durante o Cretáceo Superior, e seus depósitos são majoritariamente clásticos, representando ambientes fluviais e lacustres. A Formação Santo Anastácio é composta principalmente por arenitos, argilitos e conglomerados, com uma espessa camada de depósitos arenosos que indicam um contexto de rios e lagos em uma região que possuía um clima árido a semiárido.
Essa formação é uma das mais importantes do Grupo Bauru, com uma espessura que pode atingir até 200 metros em algumas regiões. Está localizada principalmente na parte central da bacia e apresenta características litológicas que indicam a presença de grandes sistemas fluviais, com a presença de meandros e canais de fluxo, além de ambientes lacustres temporários, que alternavam entre períodos secos e mais úmidos ao longo do tempo.
Em termos de idade, a Formação Santo Anastácio é datada do Cretáceo Superior, situada entre os 90 e 80 milhões de anos. Ela repousa sobre a Formação Caiuá em algumas áreas, marcando uma sucessão de eventos tectônicos e sedimentares que refletiram mudanças no clima e no ambiente da bacia durante o período Cretáceo. A formação tem relevância tanto para a geologia regional quanto para o estudo da paleogeografia da América do Sul durante a era Mesozoica.